# Tchangaré
Tchangaré (auch: Tchongaré, Tchongoré, Tiongaré) ist ein Weiler im Arrondissement Niamey V der Stadt Niamey in Niger.

## Geographie
Der Weiler befindet sich am westlichen Rand des ländlichen Gebiets von Niamey V. Zu den umliegenden Siedlungen zählen die Weiler Tchéna Thayia im Nordosten, Lougadjam im Osten und Bougoum im Süden. Westlich von Tchangaré liegt die Landgemeinde Bitinkodji.
Bei Tchangaré verläuft ein Nebental des 17 Kilometer langen Trockentals Kourtéré Gorou, das hinter Kourtéré in den Fluss Niger mündet.

## Bevölkerung
Bei der Volkszählung 2012 hatte Tchangaré 200 Einwohner, die in 20 Haushalten lebten. Bei der Volkszählung 2001 betrug die Einwohnerzahl 76 in 12 Haushalten.